# Georgiana Cavendish

Portret księżnej Devonshire pędzla Thomasa Gainsborough

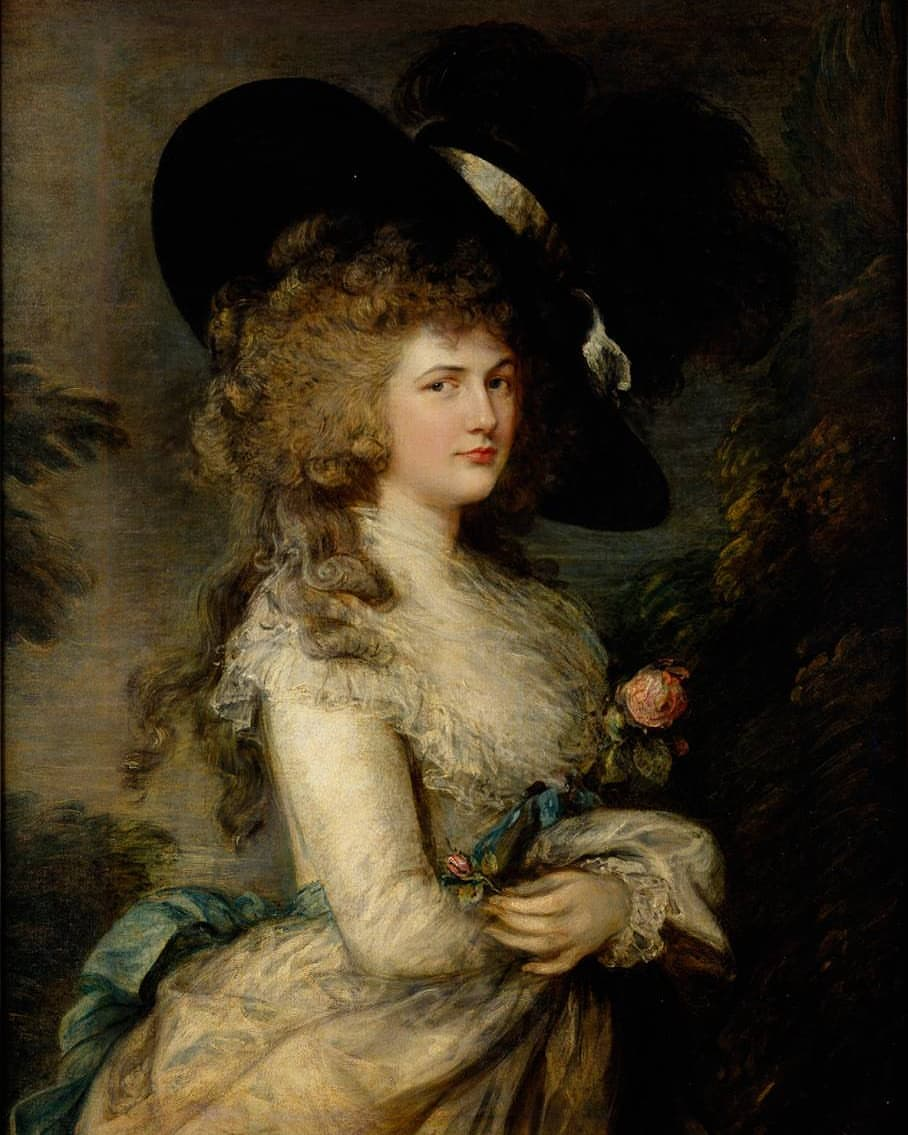
Georgiana Cavendish

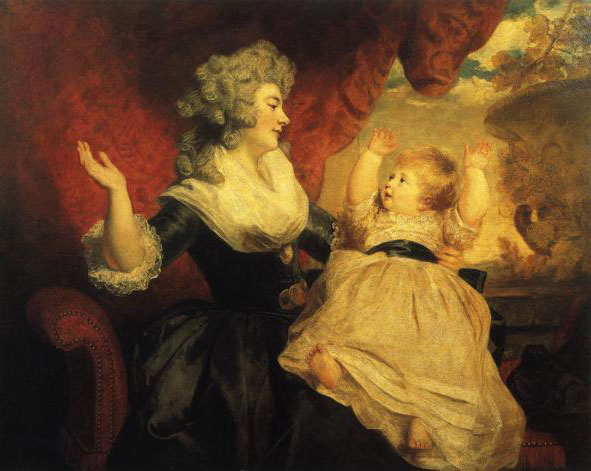
Księżna Devonshire z dzieckiem

Georgiana Cavendish z domu Spencer (ur. 7 czerwca 1757, zm. 30 marca 1806 w Devonshire House w Londynie), brytyjska arystokratka, córka Johna Spencera, 1. hrabiego Spencer, i Margaret Poyntz, córki Stephena Poyntza.
6 czerwca 1774 r. poślubiła Williama Cavendisha, 5. księcia Devonshire (14 grudnia 1748 – 29 lipca 1811), syna Williama Cavendisha, 4. księcia Devonshire, i Charlotte Boyle, córki 3. hrabiego Burlington. William i Georgiana mieli razem dwie córki i syna:
- Georgianę "Little G" Dorothy Cavendish (12 lipca 1783 – 8 sierpnia 1858), żonę George’a Howarda, 6. hrabiego Carlisle,
- Harriet "Harryo" Elizabeth Cavendish (29 sierpnia 1785 – 25 listopada 1862), żonę Granville’a Levesona-Gowera, 1. hrabiego Granville,
- Williama George’a Spencera Cavendish, zwanego "Hart" (21 maja 1790 – 18 stycznia 1858), 6. książę Devonshire, który zmarł jako bezdzietny kawaler.

Georgiana szybko stała się królową arystokratycznych salonów. Znana z piękności księżna zgromadziła wokół siebie salon, prominentnych przedstawicieli świata literatury i polityki. Aktywnie udzielała się również w polityce. Zgodnie z rodzinnymi sympatiami politycznymi Georgiana wspierała wigów, zwłaszcza swojego odległego kuzyna, Charlesa Jamesa Foksa. Plotki głosiły, że podczas wyborów 1784 r. rozdawała całusy w zamian za głosy oddane na Foksa, co zostało przedstawione na słynnej karykaturze Thomasa Rowlandsona.
Małżeństwo Georgiany z Williamem nie było udane, a małżonkowie utrzymywali stosunki pozamałżeńskie. Kochanką Williama była m.in. lady Elizabeth Foster, która była przyjaciółką Georgiany i którą sama Georgiana przedstawiła mężowi. Księżna miała z kolei romans z Charlesem Greyem, 2. hrabią Grey, któremu urodziła córkę:
- Elizę Courtney (20 lutego 1792 – 2 maja 1859), która została żoną podpułkownika Roberta Ellice’a,  najstarszą córkę nazwała Georgianą na cześć matki.

Georgiana była również znana z zamiłowania do hazardu. Chociaż zarówno Spencerowie, jak i Cavendishowie należeli do najbogatszych rodzin w Wielkiej Brytanii, Georgiana stale tonęła w długach.

## Film
W filmie **Księżna** postać odtwarza Keira Knightley.